# Chalatenango (El Salvador)

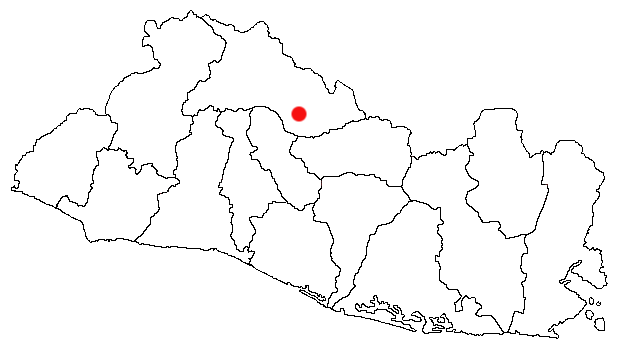
Locatização de Chalatenango em El Salvador

Chalatenango é uma cidade de El Salvador, capital do departamento homônimo. Em 1992 tinha uma população de 15.306 habitantes.
Esta cidade foi fundada em tempos pré-colombianos por tribos Lenca, mas no final do século XV, foi apresentado pelo pipiles de Cuzcatlán. Em 1550 tinha cerca de 600 habitantes. O prefeito de San Salvador, Manuel de Gálvez Corral, escreveu em 1740 que San Juan Chalatenango tinha cerca de 125 habitantes, teve 25 índios tributários ou chefes de famílias. Em 1770, de acordo com o arcebispo Pedro Cortes y Larraz, ele era o chefe da freguesia do mesmo nome que compreendia as aldeias de Arcatao Resume e Techonchogo Concepción (agora San Miguel de Mercedes), 56 fazendas com vales mais prósperas e aldeias.
Após a chegada dos espanhóis como Will Fowler, Chalatenango era habitada por três grupos étnicos, pipiles, Chorti e Lenca, infelizmente não há provas suficientes para validar a hipótese de heterogeneidade da área, por outro lado, não é negar a possibilidade de existência de dois ou mais grupos diferentes no mesmo território. No entanto, não há evidência arqueológica e linguística que o Lempa Rio oriental era habitada por um grupo heterogêneo de Lenca, Xinca, pocomanes, Chorti e Matagalpa. (Hayden White 1973, citado por Paul Amaroli 1991).
A 16 de fevereiro de 1847 pessoas receberam o título de cidade, concedido em reconhecimento aos serviços prestados importantes no processo de independência ea guerra de 1827-1829 para atender a restauração da ordem constitucional na América Central.
Chalatenango tornou-se um importante centro para o cultivo de índigo e permaneceu como tal durante o período colonial (Browning, 1989), isto causou a aldeia por todo o departamento foi posicionado como um produtor añilero, é claro que isso facilitou o desenvolvimento industrial Jiquilite cultura, especialmente a produção da tinta azul precioso em Chalatenango durante os tempos coloniais.
O departamento de Chalatenango foi atingida tanto pela Guerra Civil. Muitas pessoas no município tiveram que deixar suas casas. Mas no início de 1990 e após os acordos de paz, as pessoas têm repovoado a região.